# تام پرز
تام پرز (انگلیسی: Tom Perez؛ زادهٔ ۷ اکتبر ۱۹۶۱) سیاست‌مدار، حامی حقوق مصرف‌کننده وکیل حقوق مدنی آمریکایی و رئیس کنونی کمیته ملی دمکرات است. پرز که عضو حزب دموکرات است، از ۲۰۱۳ تا ۲۰۱۷ وزیر کار ایالات متحده آمریکا بود. پیش از آن او دستیار دادستان کل برای بخش حقوق مدنی وزارت دادگستری ایالات متحده آمریکا بود.
پرز که متولد بوفالو، نیویورک است، در دانشگاه براون، مدرسه حقوق هاروارد و مدرسه کندی هاروارد تحصیل کرده است.